# 彭德森
彭德森（英語：Owen William Paterson，1956年6月24日—），英國保守黨議員，1997年至2021年為北什羅普郡選區國會議員。歷任保守黨影子內閣運輸大臣、北愛爾蘭事務大臣等職。2010年5月至2012年9月，任北愛爾蘭事務大臣。2012年9月至2014年7月任環境食物及鄉郊事務大臣。2021年11月因違規為企業游說而辭去下議院議員職務。